# 샹푸구
샹푸구(한국어: 상부구, 중국어: 祥符区, 병음: Xiángfú Qū)는 중화인민공화국 허난성 카이펑 시의 시할구이다. 넓이는 1,302km2이고, 인구는 2007년 기준으로 740,000명이다. 구로 개편되기 이전에는 카이펑 현(한국어: 개봉현, 중국어: 开封县, 병음: Kāifēng Xiàn)이었다.

## 기후
연평균 기온은 14°C이고 연평균 강수량은 627.5mm이다.

## 행정 구역
6개 진, 9개 향을 관할한다.
- 진:
  - 주씨안 진(朱仙鎭)
  - 청관 진(城關鎮)
  - 첸리우 진(陳留鎮)
  - 추러우 진(仇樓鎮)
  - 바리완 진(八裏灣鎮)
  - 취싱 진(曲興鎮)
- 향:
  - 半坡店乡 罗王乡, 刘店乡, 袁坊乡, 杜良乡, 兴隆乡, 西姜寨乡, 万隆乡, 范村乡.